# Бас (прізвище)
Бас (англ. Bas, рос. Бас) Налічує 3260 носіїв. Найчастіше зустрічається на Придніпров'ї. А також Львів (168), Білозір'я (128), Київ (118).

## Походження прізвища
Прізвище Бас (араб. بس, біл. বাস, хасанія: ﺑﺎﺹ, гінді बास, маратхі बास, орія ବାସ, рос. Бас, тиб. བཱས་) найчастіше зустрічається на Філіппінах. Він може виглядати як: Baş, Baš, Baś, Bás чи Baș.

## Поширення прізвища
Прізвище Бас має приблизно 1 з 211521 людини. Прізвище зустрічається переважно в Європі, де зустрічається 46 % басів; 24 % знаходяться в Південно-Східній Азії і 21 % у Філі-Південно-Східній Азії. Це також 9504-е найпопулярніше ім'я у світі, яке носять 107986 осіб.
Прізвище найчастіше зустрічається на Філіппінах, де його мають 7195 осіб, або 1 з 14071. На Філіппінах “Бас” зосереджено в основному в Біколі, де проживає 33 %, Центральних Вісаях, де живуть 16 %, і Калабарсоні, де живуть 14 %. За винятком Філіппін, це прізвище існує в 117 країнах. Воно також поширений в Україні, де проживає 12 відсотків, та Іспанії, де проживає 12 %.

## Тенденція населення
У США частка населення з прізвищем «Бас» зросла на 3177 % між 1880 і 2014 роками, а в Англії з 1881 до 2014 року зросла на 2914 %.

## Статистика прізвища
Релігія тих, хто носить прізвище Бас, є переважно православні: 86 % у Росії, 90 % у Білорусі та 72 % в Україні.
У США ті, хто носить прізвище Бас, мають на 3,1 % більше шансів бути зареєстрованими демократами, ніж у середньому по США, при цьому 56,33 % зареєстровані для голосування за політичну партію.
Сума, яку заробляє Бас у різних країнах, сильно відрізняється. У Норвегії вони заробляють на 37,1 % менше, ніж у середньому по країні, заробляючи 217693 крон на рік; у Південній Африці вони заробляють на 56,15 % менше, ніж у середньому по країні, заробляючи 104208 рупій на рік; у США вони заробляють на 1,82 % більше, ніж у середньому по країні, заробляючи 43935 доларів США на рік, а в Канаді вони заробляють на 2,92 % більше, ніж у середньому по країні, заробляючи 51133 CAD на рік.

## Відомі носії
- Бас Іван Михайлович (1973—2023) — солдат Збройних сил України, учасник російсько-української війни. Почесний громадянин міста Тернополя (посмертно).